# AFAA
The Adult Film Association of America（AFAA）は、アメリカ合衆国で最初のポルノ映画製作者の団体。検閲法と戦い、わいせつ裁判から業界を守る事を意図して組織され、1年ごとに成人映画賞の授賞式を開催した。

## 沿革
AFAAは1969年に、アストロ・ジェムコ・フィルム社のサム・チャーノフが初代会長として、カンザスシティ (ミズーリ州) に設立した。他の著名な会長には、1971年に第3代会長に選出され、評議委員長となるまで4回再選された映画プロデューサー、デイヴィッド・F・フリードマン、そしてポルノ女優で雑誌出版者のグロリア・レナードがいる。
AFAAは1976年から1985年まで成人映画賞の授賞式を開いた。当時は類似する賞の中でも最も権威のあるものだったが、年を経るに連れ偏向を指摘されるようになった。特に1983年の『禁芯 (Virginia)』の勝利のために、ますます偏りを責められる事となり、X-Rated Critics Organization (XRCO - 成人映画批評家の団体) が設立されるに至った。成人映画賞の役目は、大半がAVNアワードに取って代わられた。
ポルノビデオの出現で、AFAAは Adult Film and Video Association of America (AFVAA) と名前を改めた。アダルト・エンターテインメントの同業組合としての役割は1991年に組織された表現の自由連合（Free Speech Coalition）によって引き継がれた。FSCはAFAAを最も重要な前身と認めている。

## AFAAアワード

### Best Actor（最優秀主演男優）
- 1976年：ジェイミー・ギリス 『ミスティ・ベートーベン (The Opening of Misty Beethoven)』
- 1977年：ジェイミー・ギリス 『ネイクド・セックス (A Coming of Angels)』
- 1978年：アルド・レイ 『Sweet Savage』
- 1979年：ジェイミー・ギリス 『U.S.A.セックスマシーン (The Ecstasy Girls)』
- 1980年：ジョン・レスリー 『私に汚い言葉を云って (Talk Dirty To Me)』
- 1981年：ジョン・レスリー 『Wicked Sensations』
- 1982年：ジョン・レスリー 『もっと汚い行為（こと）をして (Talk Dirty To Me, Part II)』
- 1983年：ポール・トーマス 『シャナ・グラント/禁芯 (Virginia)』
- 1984年：ジョン・レスリー 『ハリウッド・スキャンダル/悦楽の昼と夜 (Dixie Ray Hollywood Star)』『ワイフ・スペシャル/堕ちる (Every Woman has a Fantasy)』（双方の映画で同時受賞）
- 1985年：ジェリー・バトラー 『Snake Eyes』

### Best Actress（最優秀主演女優）
- 1976年：ジェニファー・ウェルズ 『性熟ジェニファー/ファクスタシー (Little Orphan Sammy)』
- 1977年：ジョージナ・スペルヴィン 『アネット・ヘブンのスパークポルノ (Desires Within Young Girls)』
- 1978年：デザレー・クストー 『スペシャル・マシーン (Pretty Peaches)』(同年ノミネート：ロンダ・ジョー・ペティ)
- 1979年：サマンサ・フォックス 『スワッピング/人妻 (Jack 'n Jill)』
- 1980年：サマンサ・フォックス 『This Lady Is a Tramp』
- 1981年：ジョージナ・スペルヴィン 『The Dancers』
- 1982年：ヴェロニカ・ハート 『ROOM MATES/ブルーコア (Roommates)』
- 1983年：ケリー・ニコルズ 『歓痛する女 (In Love)』
- 1984年：レイチェル・アシュレイ 『ワイフ・スペシャル/堕ちる (Every Woman Has A Fantasy)』
- 1985年：グロリア・レナード 『タブー・アメリカン・スタイル (Taboo, American Style)』（ミニ・シリーズ）

### Best Supporting Actor（最優秀助演男優）
- 1976年：カルロス・トバリナ 『Tell Them Johnny Wadd Is Here』
- 1977年：ジョン・レスリー 『ネイクド・セックス (Coming of Angels)』
- 1978年：ロジャー・ケイン 『Bad Penny』；ジョン・シーマン 『Sweet Savage』
- 1979年：ボビー・アスタイア 『エロ・コレクション/檻の中の淫虐 (People)』
- 1980年：リチャード・パチェコ 『私に汚い言葉を云って (Talk Dirty to Me)』
- 1981年：ロバート・カーマン 『Outlaw Ladies』；リチャード・パチェコ 『先天性アクメニアン (Nothing to hide)』
- 1982年：ジェイミー・ギリス 『ROOM MATES/ブルーコア (Roommates)』
- 1983年：ロン・ジェレミー 『ニンフォマニア/けもの好き (Suzie Superstar)』
- 1984年：ロン・ジェレミー 『All The Way In』
- 1985年：ジョン・レスリー 『タブー・セックス4/錯乱 (Taboo 4)』

### Best Supporting Actress（最優秀助演女優）
- 1976年：ジョージナ・スペルヴィン 『Ping Pong』
- 1977年：アネット・ヘブン 『ネイクド・セックス (A Coming of Angels)』
- 1978年：ジョージナ・スペルヴィン 『メイクラブ/テイク・オフ (Take Off) 』
- 1979年：ジョージナ・スペルヴィン 『U.S.A.セックスマシーン (Esctacy Girls) 』
- 1980年：ジョージナ・スペルヴィン 『激芯/アーバンクライマックス (Urban Cowgirls)』
- 1981年：ホリー・マッコール 『先天性アクメニアン (Nothing To Hide)』
- 1982年：ヴェロニカ・ハート 『ダーティ・リップス/女の欲望 (Foxtrot)』
- 1983年：ケイ・パーカー 『スイート・ヤング・フォクセス (Sweet Young Foxes)』
- 1984年：チェルシー・ブレイク 『A感アクトレス/バック・バイブ (Great Sexpectations)』
- 1985年：リサ・デリュー 『マシュマロ・ウェーブ/巨乳 (Raw Talent)』

### Best Director（最優秀監督）
- 1976年：ヘンリー・パリス 『ミスティ・ベートーベン (The Opening of Misty Beethoven)』
- 1977年：アレックス・デレンジー 『USAスウィンガーセックス (Baby face)』
- 1978年：アーマンド・ウェストン 『メイクラブ/テイク・オフ (Take Off) 』
- 1979年：ヘンリー・パチャード 『バビロン・ピンク (Babylon Pink)』
- 1980年：ジョナサン・ルーカス 『激芯/アーバンクライマックス (Urban Cowgirls)』
- 1981年：アンソニー・スピネリ 『先天性アクメニアン (Nothing to Hide )』
- 1982年：チャック・ヴィンセント 『ROOM MATES/ブルーコア (Roommates)』
- 1983年：ヘンリー・パチャード 『ミス・ジョーンズの背徳2 (The Devil In Miss Jones Part II)』
- 1984年：アンソニー・スピネリ 『ハリウッド・スキャンダル/悦楽の昼と夜 (Dixie Ray Hollywood Star)』
- 1985年：ヘンリー・パチャード 『タブー・アメリカン・スタイル1 (Taboo American Style 1: The Ruthless Beginning)』

### Best Film（最優秀作品）
- 1976年：『ミスティ・ベートーベン (The Opening of Misty Beethoven)』
- 1977年：『アネット・ヘブンのスパークポルノ (Desires Within Young Girls)』
- 1978年：『レディ・ブルー/グレート・ポルノ (Legend of Lady Blue)』
- 1979年：『バビロン・ピンク (Babylon Pink)』
- 1980年：『私に汚い言葉を云って (Talk Dirty to Me)』；『激芯/アーバンクライマックス (Urban Cowgirls)』
- 1981年：『先天性アクメニアン (Nothing to Hide )』
- 1982年：『ROOM MATES/ブルーコア (Roommates)』
- 1983年：『ミス・ジョーンズの背徳2 (The Devil In Miss Jones Part II)』
- 1984年：『ハリウッド・スキャンダル/悦楽の昼と夜 (Dixie Ray Hollywood Star)』
- 1985年：『タブー・アメリカン・スタイル (Taboo American Style)』

### Best Screenplay（最優秀脚本）
- 1976年：『ミスティ・ベートーベン (The Opening of Misty Beethoven)』
- 1977年：『アネット・ヘブンのスパークポルノ (Desires Within Young Girls)』
- 1978年：『レディ・ブルー/グレート・ポルノ (Legend of Lady Blue)』
- 1979年：『U.S.A.セックスマシーン (Esctacy Girls)』
- 1980年：『ダイナミック・ポルノ (The Budding of Brie)』
- 1981年：『The Dancers』
- 1982年：『ROOM MATES/ブルーコア (Roommates)』
- 1983年：『歓痛する女 (In Love)』
- 1984年：『ハリウッド・スキャンダル/悦楽の昼と夜 (Dixie Ray Hollywood Star)』
- 1985年：『マシュマロ・ウェーブ/巨乳 (Raw Talent)』

### Best Sex Scene（最優秀セックスシーン）
- 1983年：『シャナ・グラント/禁芯 (Virginia)』
- 1984年：『Firestorm』
- 1985年：『ニュー・ウェイブ・フッカーズ/序章・禁じられた果実 (New Wave Hookers)』；『Passage Thru Pamela』